# Frederik XI van Hohenzollern
Frederik XI van Hohenzollern bijgenaamd de Oudere (overleden op 26 november 1401) was van 1365 tot aan zijn dood graaf van Hohenzollern. Hij behoorde tot het huis Hohenzollern.

## Levensloop
Frederik XI was de jongere zoon van graaf Frederik van Straatsburg van Hohenzollern, en Margaretha van Hohenberg-Wildberg, dochter van graaf Burchard V. In 1365 volgde hij zijn vader op als medegraaf van Hohenzollern.
Na de dood van zijn oom Frederik IX in 1377 werd Frederik XI familiehoofd van de Zwabische linie van het huis Hohenzollern en beschermheer van het klooster van Stetten. Hij was lid van de Leeuwenbond en sloot zich in 1382 aan bij de Zwabische Stadsbond. Toen de Stadsbond in conflict kwam met het graafschap Württemberg, beëindigde Frederik XI de dienstbelofte die hij aan graaf Everhard II van Württemberg had gedaan. Na een brand inde stad  Hechingen, gaf hij deze stad in 1401 een vrijheidsbrief.
In november 1401 stierf Frederik XI, waarna hij werd bijgezet in het klooster van Stetten.

## Huwelijk en nakomelingen
Op 12 januari 1377 huwde Frederik met Adelheid (overleden in 1413), dochter van graaf Hugo van Fürstenberg-Zindelstein. Haar broer Johan was de laatste graaf van Fürstenberg-Haslach en toen die in 1386 sneuvelde bij de Slag bij Sempach bemachtigde het huis Hohenzollern het district Bräunlingen, wat tot een lange strijd leidde met de hoofdlinie van het vorstengeslacht Fürstenberg. Frederik XI en Adelheid kregen volgende kinderen:
- Frederik XII (overleden in 1443), graaf van Hohenzollern
- Eitel Frederik I (1384-1439), graaf van Hohenzollern
- Anna, kloosterzuster
- Frederik, domheer in Straatsburg
- Frederik (overleden in 1436), bisschop van Konstanz
- Frederik, monnik